# Кантиниекская волость
Ка́нтиниекская во́лость (латыш. Kantinieku pagasts) — одна из двадцати пяти территориальных единиц Резекненского края Латвии. Находится в северо-западной части края. Граничит с Дрицанской,
Аудринской, Сакстагальской и Рикавской волостями своего края.
Крупнейшими населёнными пунктами волости являются сёла: Лиужа (волостной центр), Кантиники, Зимелёвка, Зиркова, Зябки, Леймани, Кристцели, Банкули.
По территории волости протекают реки: Резекне (по границе с Сакстагальской волостью), Лиужанка, Мурдава.

## История
В 1945 году в Сакстагальской волости Резекненского уезда был создан Кантиниекский сельский совет. После отмены в 1949 году волостного деления он входил в состав Вилянского (1949—1962) и Резекненского районов.
В 1962 году к Кантиниекскому сельсовету были присоединены территории ликвидированного колхоза «Драудзиба» Рикавского сельсовета и ликвидированного совхоза «Комъяуниетис». В 1981 году — части территорий Дриценского и Рикавского сельских советов.
В 1990 году Кантиниекский сельсовет был реорганизован в волость. В 2009 году, по окончании латвийской административно-территориальной реформы, Кантиниекская волость вошла в состав Резекненского края.